# Morningtown Ride
Morningtown Ride är en vaggvisa skriven av Malvina Reynolds. Texten handlar om barn som åker tåg med John Blund, eller The Sandman, som motsvarigheten kallas på engelska. Låten är främst känd i en inspelning av The Seekers, utgiven sent 1966. Gruppen hade redan 1964 spelat in den till studioalbumet Hide & Seekers men gjorde en nyinspelning när det bestämdes att den skulle ges ut som singel.
Texten har även översatts till svenska, och spelades in under titeln "Vägen till morgonstad" av Country Four 1967.

## Listplaceringar
| Lista (1966-1967) | Position               |
| ----------------- | ---------------------- |
| Danmark           | 7 (DR "Top 20")        |
| Irland            | 2                      |
| Kanada            | 27 (RPM)               |
| Storbritannien    | 2 (UK Singles Chart)   |
| Sverige           | 8 (Kvällstoppen)       |
| Sverige           | 6 (Tio i topp)         |
| USA               | 44 (Billboard Hot 100) |